# Chrysler Horizon
La Horizon è una vettura di fascia media prodotta dalla sezione europea della Chrysler con il marchio SIMCA dal 1977 al 1979, e dal Gruppo PSA con marchio Talbot dal 1979 al 1987. A partire dal 1978 e fino al 1990, fu anche costruita e commercializzata dalla Chrysler negli Stati Uniti, attraverso i marchi controllati Plymouth e Dodge, come Plymouth Horizon e Dodge Omni.

## Storia
La Horizon nacque nel 1977 con l'intento di affiancare e successivamente di sostituire la Simca 1100, in listino già dal 1967. Inoltre, nelle intenzioni della Chrysler c'era quella di creare una propria world-car, prodotta ed apprezzata in ogni angolo del globo. Ed anche se i numeri di vendita alla fine non sono stati esattamente quelli che la Chrysler si era prefissata, la Horizon rimase comunque una delle vetture più significative della produzione Chrysler in Europa.
Concepita come Progetto C2, la Horizon fu venduta in tutta Europa con il doppio marchio Chrysler-Simca, ad eccezione della Gran Bretagna, dove fu venduta con il solo marchio del colosso americano. A partire dall'anno seguente, la Chrysler avviò la produzione anche negli States, con le denominazioni di Dodge Omni e Plymouth Horizon, e con alcune variazioni estetiche, specie nel frontale.
I primi due anni di commercializzazione videro un successo commerciale della Horizon, con circa 430.000 vetture prodotte alla fine del 1978, merito anche della positiva fama acquisita con il titolo di Auto dell'anno 1979, e grazie anche alle sue doti di comfort, tenuta di strada ed economia di gestione.
Ma già a partire dall'anno precedente il controllo dell'intera Chrysler Europe passò sotto il Gruppo PSA, perciò dal 1979 la Horizon fu rimarchiata come Talbot, e da quel momento le vendite cominciarono improvvisamente a calare. Si sperava forse in una flessione momentanea, anche considerando l'imminente uscita di scena della Simca 1100, che avrebbe dovuto essere sostituita proprio dalla Horizon, ma anche dopo che la Simca 1100 fu tolta di produzione, le vendite continuarono a calare. Nel 1983 la Horizon beneficiò di un leggero restyling, il frontale ricevette uno spoiler, il lunotto posteriore fu rimpicciolito per ampliare il bagagliaio alzando la cappelliera, all'interno furono modificati i sedili per aumentare lo spazio, nonostante ciò ormai la Horizon aveva fatto il suo tempo e, nel 1985, uscì di produzione.
In Spagna ed in Finlandia, la Horizon continuò comunque ad essere prodotta per altri due anni, fino al 1987. Le Horizon prodotte in Finlandia utilizzavano componenti Saab, specie per gli interni.

## Meccanica ed allestimenti
La Horizon era una trazione anteriore che adottava unicamente motori Poissy Simca, tutti a 4 cilindri e tutti condivisi con altre vetture del gruppo Chrysler Europe, più un diesel PSA progettato appositamente per la Horizon e montato su di essa e su vari modelli Peugeot e Citroën negli anni a seguire. Vi erano quindi:
- il 1118 cm³ da 55 o 59 CV;
- il 1294 cm³ da 68 CV;
- il 1442 cm³ da 82 CV;
- il 1442 cm³ in versione più economica, da 68 CV (mai importato in Italia);
- il 1592 cm³ da 92 CV;
- il 1905 cm³ diesel PSA da 64 CV.

Sul mercato italiano gli allestimenti erano:
- LS: allestimento base, molto scarno, disponibile col motore 1118 cm³ a benzina 59 CV ed all'estero sempre col motore 1118 cm³ ma depotenziato a 55 CV oppure col motore 1294 cm³;
- GL: appena più curato (orologio, accendisigari), disponibile col 1118 cm³ da 59 CV e (solo all'estero) col 1294 cm³;
- GLS: molto più accessoriato, disponibile col motore 1294 cm³; ed in opzione col motore 1442 cm³ da 82 CV (GLS Premium), aveva i poggiatesta anteriori, l'orologio digitale, il tergilunotto, la strumentazione completa (tachimetro con contachilometri totale e parziale, indicatore livello benzina, indicatore temperatura liquido di raffreddamento, indicatore pressione olio motore, voltmetro). Per le versioni estere si aggiungevano anche i tergifari ed il contagiri (costituito da un box rettangolre con una striscia di led rossi posizionato sul piantone del volante appena sotto il tachimetro). [Curiosità: leggendo il manuale di uso e manutenzione si rileva la possibilità di installare anche un "econoscopio" costituito da una serie di led posizionati tra le cifre del tachimetro in grado di far capire se lo stile di guida fosse economico (led accesi solo a sinistra dell'indicatore di velocità) o meno (led accesi anche a destra dell'indicatore di velocità)].
- EX: prese il posto del GLS nel 1982 aggiungendo i vetri elettrici anteriori e la chiusura centralizzata;
- SX: disponibile solo col 1442 cm³ da 82 CV aveva il cambio automatico a 3 marce, il cruise control, i cerchi in lega;
- Premium: dal 1983 con il motore 1592 cm³ a benzina ed allestimento sportivo;
- LD/EXD: identici rispettivamente all'LS ed all'EX ma con motore 1905 cm³ alimentato a gasolio.

L'allestimento LS è stato l'unico ad essere sempre disponibile, dall'inizio alla fine della commercializzazione del modello. Il GL ed il GLS scomparvero nel 1982, l'SX nel 1984.
Il cambio di serie, per la maggior parte delle motorizzazioni ed allestimenti, era a 4 marce. Il cambio a 5 marce fu reso disponibile in opzione con la motorizzazione 1,3 abbinata all'allestimento EX (a partire dal 1983), mentre era di serie solo con le motorizzazioni 1592 cm³ a benzina e 1905 cm³ a gasolio (sia per l'allestimento LD che per l'allestimento EXD). La frizione, monodisco a secco, era comandata idraulicamente (la pompa attingeva il liquido dalla vaschetta dell'impianto frenante).
Le sospensioni, tutte a ruote indipendenti, derivavano strettamente dalla "1100" ed erano quindi a quadrilatero deformabile all'avantreno, con barre di torsione longitudinali.

## Estetica sobria
Dal punto di vista estetico, la Horizon apparve decisamente più moderna rispetto alla Simca 1100, con un look tipico dei tardi anni settanta. Ma niente di rivoluzionario, comunque: il suo aspetto rimase sobrio, teso ad evidenziare l'utilizzo da onesta auto di famiglia e non solo, verso cui la Horizon era indirizzata. Le sue forme squadrate erano evidenti ovunque: dall'andamento del padiglione, ai fari, sia anteriori che posteriori. Gli ampi passaruota apparivano leggermente sovradimensionati, poiché progettati per poter accogliere, nelle versioni americane, ruote di diametro e larghezza maggiorate.